# Mariany Północne na Mistrzostwach Świata w Lekkoatletyce 2013
Mariany Północne na Mistrzostwach Świata w Lekkoatletyce 2013 – reprezentacja Marianów Północnych podczas mistrzostw świata w Moskwie liczyła 1 zawodnika, który nie zdobył medalu.

## Występy reprezentantów Marianów Północnych
| Konkurencja            | Zawodnik       | Preeliminacje | Preeliminacje | Eliminacje | Eliminacje | Półfinał | Półfinał | Finał    | Finał   |
| Konkurencja            | Zawodnik       | Rezultat      | Pozycja       | Rezultat   | Pozycja    | Rezultat | Pozycja  | Rezultat | Pozycja |
| ---------------------- | -------------- | ------------- | ------------- | ---------- | ---------- | -------- | -------- | -------- | ------- |
| Bieg na 100 m mężczyzn | Jesus T. Iguel | 11,65         | 25.           | NQ         | NQ         | NQ       | NQ       | NQ       | NQ      |